# Sint-Maximinuskerk (Escalles)

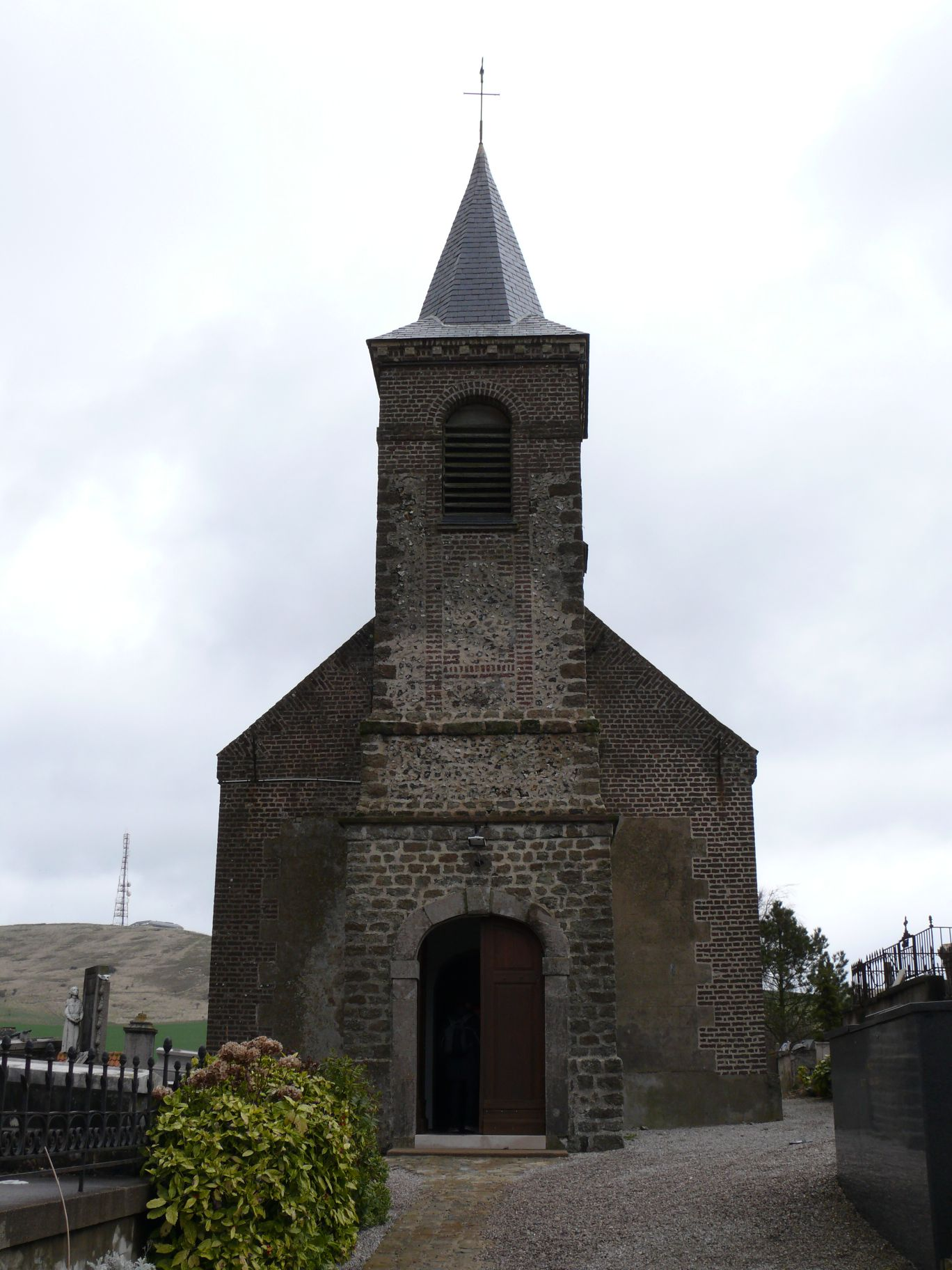
Sint-Maximinuskerk

De Sint-Maximinuskerk (Église Saint-Maxime) is de parochiekerk van de in het departement Pas-de-Calais gelegen plaats Escalles.

## Geschiedenis
Een eerste kerk werd hier gebouwd omstreeks 710, door de monniken van de Sint-Bertinusabdij te Sint-Omaars. Van 1347 tot 1558 was Escalles in Engelse handen, maar toen de Fransen het hadden veroverd was de kerk verwoest. In 1607 werd de kerk herbouwd. In 1681 werd de sacristie door brand verwoest. De Sint-Bertinusabdij verloor haar rechten op het grondgebied.
In 1884 werd de kerk herbouwd. Het betreft een eenvoudig kerkje met voorgebouwde toren. Voor het portaal werden ook stenen van de oude kerk gebruikt.